# Josef Illík
Josef Illík (* 10. September 1919; † 21. Januar 2006) war ein tschechischer Kameramann.
Josef Illík gehörte zu den profiliertesten Kameraleuten seines Landes. Er war häufig Kameramann für Regisseure wie Karel Kachyňa, Václav Krška, Jaroslav Balík, Antonín Kachlík und Otakar Vávra. Mit dem Erstgenannten drehte er 1962 den Jugendfilm Das Mädchen und der schwarze Hengst (Trápení). Seine bekanntesten Filme indes drehte er mit Regisseur Václav Vorlíček, darunter Drei Haselnüsse für Aschenbrödel (Tři oříšky pro Popelku, 1973) und Der Prinz und der Abendstern (Princ a Večernice, 1979). 1963 drehte er mit Kurt Hoffmann den vielfach ausgezeichneten Film  Das Haus in der Karpfengasse. In dieser deutsch-tschechischen Gemeinschaftsproduktion spielten unter anderem Edith Schultze-Westrum, Jana Brejchová und Wolfgang Kieling.

## Filmografie (Auswahl)
- 1959: König des Böhmerwaldes (Král Šumavy)
- 1960: Junge Liebe (Osení)
- 1961: Das Mädchen und der schwarze Hengst (Trápení)
- 1962: Festung am Rhein (Pevnost na Rýně)
- 1964: Das Haus in der Karpfengasse
- 1965: Hochzeit mit Bedingung (Svatba s podmínkou)
- 1966: Wagen nach Wien (Kočár do Vídně)
- 1968: Verlobung auf der Durchreise (Jarní vody)
- 1968: Zwei Frauen und ein Revolver (Ta třetí)
- 1969: Hexenjagd (Kladivo na čarodějnice)
- 1970: Und wieder spring’ ich über Pfützen (Už zase skáču přes kaluže)
- 1971: Das Geheimnis des großen Erzählers (Tajemství velikého vypravěče)
- 1972: Der Zug in die Station Himmel (Vlak do stanice Nebe)
- 1973: Alibaba und der Kommissar (Větrné moře)
- 1973: Drei Haselnüsse für Aschenbrödel (Tři oříšky pro Popelku)
- 1973: Fräulein Golem (Slečna Golem)
- 1974: Das Schicksal heißt Kamila (Osud jménem Kamila)
- 1975: Zwei Mann zur Stelle (Dva muži hlásí příchod)
- 1978: Prinz und Abendstern (Princ a Večernice)
- 1979: Freitag ist kein Feiertag (Pátek není svátek)
- 1980: Das Rätsel der leeren Urne (Něco je ve vzduchu)
- 1980: Dunkle Sonne (Černé slunce), mit Miroslav Ondříček